# Марк Юний Брут
Марк Ю́ний Брут (лат. Marcus Junius Brutus; зима 85 года до н. э., Рим — 23 октября 42 года до н. э., у Филипп, Македония) — римский политический деятель и военачальник из плебейского рода Юниев, известный в первую очередь как убийца Гая Юлия Цезаря. На ранних этапах своей карьеры, в 50-е годы до н. э., считался видным оратором и получил почётный титул princeps iuventutis — «первый среди молодёжи». В гражданской войне между Цезарем и Помпеем встал на сторону последнего (49 год до н. э.). После битвы при Фарсале перешёл на сторону Цезаря и занял видное место в его окружении. Получил претуру на 44 год до н. э. и должен был стать консулом в 41 году. Несмотря на это и на близкие отношения с Цезарем (некоторые источники сообщают, что Гай Юлий мог быть его биологическим отцом), Брут стал одним из организаторов и непосредственных участников убийства диктатора, которое произошло 15 марта 44 года до н. э. Целью заговорщиков было восстановление республики, но они не получили поддержки в Риме и были вынуждены оставить Италию. Брут уехал в Македонию, где собрал армию для борьбы с политическими наследниками Гая Юлия — Марком Антонием, Октавианом и Марком Эмилием Лепидом, создавшими Второй триумвират. Он разбил цезарианского наследника Иллирии и силой заставил города Ликии дать ему денег и солдат. Объединившись с Гаем Кассием Лонгином, Брут сразился с главными силами врага при Филиппах в октябре 42 года до н. э. и покончил с собой после поражения.
Марк Юний стал главным героем трактата своего современника и друга Марка Туллия Цицерона «Брут, или О знаменитых ораторах», сохранилась переписка друзей. В последующие эпохи личность и деятельность Брута получала крайне противоречивые оценки: в зависимости от своих политических воззрений писатели, публицисты и историки считали его или благородным человеком, который пожертвовал самым дорогим во имя Республики, или гнусным предателем. Второй вариант нашёл воплощение в «Божественной комедии» Данте. В эпоху Нового времени Брут стал героем ряда пьес (самая известная из них — трагедия Уильяма Шекспира «Юлий Цезарь»), убийство Цезаря стало популярным сюжетом в исторической живописи.

## Происхождение

### Род Юниев
Марк Юний принадлежал к знатному плебейскому роду Юниев. Согласно Дионисию Галикарнасскому, представитель этого рода входил в состав самой первой коллегии народных трибунов (493 год до н. э.); правда, в историографии это считают вымыслом и относят первые достоверные сведения о Юниях к концу IV века до н. э. В 325 году до н. э. один из Юниев впервые достиг консульства. В последующую эпоху (до начала Второй Пунической войны) у ряда представителей этого рода, регулярно упоминавшихся в Капитолийских фастах, было одновременно по два когномена: один из них всегда Брут (Brutus — «глупец»), а другой — Бубульк (Bubulcus), Сцева (Scaeva) или Пера (Pera). В конце II века до н. э. в источниках появляются первые собственно Бруты — братья Марк и Публий, которые были народными трибунами в 195 году до н. э. Первый из них, достигший консульства в 178 году до н. э., стал предком последующих Брутов. В историографии условно выделяют две ветви этого семейства. Представители одной из них носили преномен Децим и получали консульство в каждом поколении; их генеалогия прослеживается по источникам. Бруты из второй ветви носили преномен Марк и не поднимались выше претуры. Об их генеалогии сохранились только отрывочные сведения. Известно, что к одному поколению с отцом Брута принадлежали профессиональный обвинитель (предположительно внук Марка-консула) и претор 88 года до н. э. (согласно альтернативной гипотезе, последний был дедом Брута-цезареубийцы и внуком Брута-консула). Кроме того, претором в 82 году до н. э. был некто Луций Юний Брут Дамасипп.
В I веке до н. э. плебеи Бруты претендовали на происхождение от патриция Луция Юния Брута, легендарного основателя Римской Республики, который сверг последнего царя Тарквиния Гордого, приходившегося ему родным дядей. Современник Марка Юния, греческий писатель Посидоний, попытался устранить некоторые нестыковки в исторической традиции: он утверждал, что кроме двух сыновей, казнённых Брутом Древним за участие в монархическом заговоре, был и третий, ставший предком последующих Юниев. Будущий убийца Цезаря поддерживал эту генеалогию, поместив изображение своего легендарного предка на чеканившиеся им в 54 году до н. э. монеты и на стену таблиния собственного дома. По матери Марк считал себя потомком ещё одного защитника республики — Гая Сервилия Агалы, который в 439 году до н. э. убил претендовавшего на царскую власть Спурия Мелия. По-видимому, память о выдающихся предках сыграла в жизни Брута большую роль. Во всяком случае, он интересовался своим происхождением и однажды попросил Тита Помпония Аттика составить поколенную роспись Юниев.
В «Римских древностях» Дионисия Галикарнасского, изданных при Августе, родословная Gens Iunia восходит к одному из спутников Энея, подобно легендарным генеалогиям Цецилиев или Меммиев. Согласно другой версии, предком Юниев был италийский автохтон Дафнис, убитый этолийским героем Диомедом.

### Родители
Марк Юний Брут был единственным ребёнком народного трибуна 83 года до н. э., носившего то же имя. Брут Старший принадлежал к марианской партии, в 77 году до н. э. поддержал мятеж Марка Эмилия Лепида, потерпел поражение и был убит по приказу Гнея Помпея Великого. За это Брут Младший ненавидел Помпея всю свою жизнь.
Матерью Брута была Сервилия, представительница одного из самых знатных патрицианских родов Рима. Она принадлежала к его ветви, известной как Сервилии Цепионы. Её отцом был проконсул 90 года до н. э., погибший во время Союзнической войны, дедом — консул 106 года до н. э., виновник поражения при Араузионе, а прадедом — консул 140 года до н. э., организатор убийства Вириата. По матери Сервилия приходилась племянницей народному трибуну 91 года до н. э. Марку Ливию Друзу, который попытался провести курс консервативных реформ, но погиб от руки наёмного убийцы. Единоутробным братом Сервилии был Марк Порций Катон Младший. Овдовев, Сервилия вышла замуж во второй раз — за сородича первого мужа, Децима Юния Силана. От этого брака родились три дочери, единоутробные сёстры Брута; Юния Прима стала женой умеренного цезарианца Публия Сервилия Исаврика (консула 48 года до н. э.), Юния Секунда — женой Марка Эмилия Лепида (радикального цезарианца, члена Второго триумвирата), Юния Терция — женой Гая Кассия Лонгина, друга и главного соратника своего шурина. Сервилия была очень энергичной и честолюбивой женщиной, оказывавшей большое влияние на ряд видных политиков Рима, включая своего брата (с определённого момента — главу консервативной части сената), второго мужа (консула в 62 году до н. э.) и Гая Юлия Цезаря, которого источники называют её любовником.
| Салония (2)                    | Салония (2)                    | Салония (2)                    | Салония (2)                    | Салония (2)                    | Салония (2)                    |                            |                            | Катон Старший              | Катон Старший              | Катон Старший    | Катон Старший    | Катон Старший              | Катон Старший              |                            |                            | Лициния (1)                       | Лициния (1)                       | Лициния (1)                       | Лициния (1)                       | Лициния (1)                        | Лициния (1)                        |                                    |                                    |                                        |                                        |                                        |                                        |                                        |                                        |                           |                           |                              |                              |                              |                              |                              |                              |                       |                       |                       |                       |                       |                       |  |  |  |  |  |  |
| Салония (2)                    | Салония (2)                    | Салония (2)                    | Салония (2)                    | Салония (2)                    | Салония (2)                    |                            |                            | Катон Старший              | Катон Старший              | Катон Старший    | Катон Старший    | Катон Старший              | Катон Старший              |                            |                            | Лициния (1)                       | Лициния (1)                       | Лициния (1)                       | Лициния (1)                       | Лициния (1)                        | Лициния (1)                        |                                    |                                    |                                        |                                        |                                        |                                        |                                        |                                        |                           |                           |                              |                              |                              |                              |                              |                              |                       |                       |                       |                       |                       |                       |  |  |  |  |  |  |
|                                |                                |                                |                                |                                |                                |                            |                            |                            |                            |                  |                  |                            |                            |                            |                            |                                   |                                   |                                   |                                   |                                    |                                    |                                    |                                    |                                        |                                        |                                        |                                        |                                        |                                        |                           |                           |                              |                              |                              |                              |                              |                              |                       |                       |                       |                       |                       |                       |  |  |  |  |  |  |
|                                |                                |                                |                                |                                |                                |                            |                            |                            |                            |                  |                  |                            |                            |                            |                            |                                   |                                   |                                   |                                   |                                    |                                    |                                    |                                    |                                        |                                        |                                        |                                        |                                        |                                        |                           |                           |                              |                              |                              |                              |                              |                              |                       |                       |                       |                       |                       |                       |  |  |  |  |  |  |
| Марк Порций Катон Салониан     | Марк Порций Катон Салониан     | Марк Порций Катон Салониан     | Марк Порций Катон Салониан     | Марк Порций Катон Салониан     | Марк Порций Катон Салониан     |                            |                            |                            |                            |                  |                  | Марк Порций Катон Лициниан | Марк Порций Катон Лициниан | Марк Порций Катон Лициниан | Марк Порций Катон Лициниан | Марк Порций Катон Лициниан        | Марк Порций Катон Лициниан        |                                   |                                   | Марк Ливий Друз                    | Марк Ливий Друз                    | Марк Ливий Друз                    | Марк Ливий Друз                    | Марк Ливий Друз                        | Марк Ливий Друз                        |                                        |                                        |                                        |                                        |                           |                           |                              |                              |                              |                              |                              |                              |                       |                       |                       |                       |                       |                       |  |  |  |  |  |  |
| Марк Порций Катон Салониан     | Марк Порций Катон Салониан     | Марк Порций Катон Салониан     | Марк Порций Катон Салониан     | Марк Порций Катон Салониан     | Марк Порций Катон Салониан     |                            |                            |                            |                            |                  |                  | Марк Порций Катон Лициниан | Марк Порций Катон Лициниан | Марк Порций Катон Лициниан | Марк Порций Катон Лициниан | Марк Порций Катон Лициниан        | Марк Порций Катон Лициниан        |                                   |                                   | Марк Ливий Друз                    | Марк Ливий Друз                    | Марк Ливий Друз                    | Марк Ливий Друз                    | Марк Ливий Друз                        | Марк Ливий Друз                        |                                        |                                        |                                        |                                        |                           |                           |                              |                              |                              |                              |                              |                              |                       |                       |                       |                       |                       |                       |  |  |  |  |  |  |
|                                |                                |                                |                                |                                |                                |                            |                            |                            |                            |                  |                  |                            |                            |                            |                            |                                   |                                   |                                   |                                   |                                    |                                    |                                    |                                    |                                        |                                        |                                        |                                        |                                        |                                        |                           |                           |                              |                              |                              |                              |                              |                              |                       |                       |                       |                       |                       |                       |  |  |  |  |  |  |
| Марк Порций Катон Салониан (2) | Марк Порций Катон Салониан (2) | Марк Порций Катон Салониан (2) | Марк Порций Катон Салониан (2) | Марк Порций Катон Салониан (2) | Марк Порций Катон Салониан (2) |                            |                            | Ливия Друза                | Ливия Друза                | Ливия Друза      | Ливия Друза      | Ливия Друза                | Ливия Друза                |                            |                            | Квинт Сервилий Цепион Младший (1) | Квинт Сервилий Цепион Младший (1) | Квинт Сервилий Цепион Младший (1) | Квинт Сервилий Цепион Младший (1) | Квинт Сервилий Цепион Младший (1)  | Квинт Сервилий Цепион Младший (1)  |                                    |                                    | Марк Ливий Друз                        | Марк Ливий Друз                        | Марк Ливий Друз                        | Марк Ливий Друз                        | Марк Ливий Друз                        | Марк Ливий Друз                        |                           |                           |                              |                              |                              |                              |                              |                              |                       |                       |                       |                       |                       |                       |  |  |  |  |  |  |
| Марк Порций Катон Салониан (2) | Марк Порций Катон Салониан (2) | Марк Порций Катон Салониан (2) | Марк Порций Катон Салониан (2) | Марк Порций Катон Салониан (2) | Марк Порций Катон Салониан (2) |                            |                            | Ливия Друза                | Ливия Друза                | Ливия Друза      | Ливия Друза      | Ливия Друза                | Ливия Друза                |                            |                            | Квинт Сервилий Цепион Младший (1) | Квинт Сервилий Цепион Младший (1) | Квинт Сервилий Цепион Младший (1) | Квинт Сервилий Цепион Младший (1) | Квинт Сервилий Цепион Младший (1)  | Квинт Сервилий Цепион Младший (1)  |                                    |                                    | Марк Ливий Друз                        | Марк Ливий Друз                        | Марк Ливий Друз                        | Марк Ливий Друз                        | Марк Ливий Друз                        | Марк Ливий Друз                        |                           |                           |                              |                              |                              |                              |                              |                              |                       |                       |                       |                       |                       |                       |  |  |  |  |  |  |
|                                |                                |                                |                                |                                |                                |                            |                            |                            |                            |                  |                  |                            |                            |                            |                            |                                   |                                   |                                   |                                   |                                    |                                    |                                    |                                    |                                        |                                        |                                        |                                        |                                        |                                        |                           |                           |                              |                              |                              |                              |                              |                              |                       |                       |                       |                       |                       |                       |  |  |  |  |  |  |
|                                |                                |                                |                                |                                |                                |                            |                            |                            |                            |                  |                  |                            |                            |                            |                            |                                   |                                   |                                   |                                   |                                    |                                    |                                    |                                    |                                        |                                        |                                        |                                        |                                        |                                        |                           |                           |                              |                              |                              |                              |                              |                              |                       |                       |                       |                       |                       |                       |  |  |  |  |  |  |
| Атилия (1)                     | Атилия (1)                     | Атилия (1)                     | Атилия (1)                     | Атилия (1)                     | Атилия (1)                     |                            |                            | Катон Младший              | Катон Младший              | Катон Младший    | Катон Младший    | Катон Младший              | Катон Младший              |                            |                            |                                   |                                   |                                   |                                   |                                    |                                    |                                    |                                    | Марк Ливий Друз Клавдиан, приемный сын | Марк Ливий Друз Клавдиан, приемный сын | Марк Ливий Друз Клавдиан, приемный сын | Марк Ливий Друз Клавдиан, приемный сын | Марк Ливий Друз Клавдиан, приемный сын | Марк Ливий Друз Клавдиан, приемный сын |                           |                           |                              |                              |                              |                              |                              |                              |                       |                       |                       |                       |                       |                       |  |  |  |  |  |  |
| Атилия (1)                     | Атилия (1)                     | Атилия (1)                     | Атилия (1)                     | Атилия (1)                     | Атилия (1)                     |                            |                            | Катон Младший              | Катон Младший              | Катон Младший    | Катон Младший    | Катон Младший              | Катон Младший              |                            |                            |                                   |                                   |                                   |                                   |                                    |                                    |                                    |                                    | Марк Ливий Друз Клавдиан, приемный сын | Марк Ливий Друз Клавдиан, приемный сын | Марк Ливий Друз Клавдиан, приемный сын | Марк Ливий Друз Клавдиан, приемный сын | Марк Ливий Друз Клавдиан, приемный сын | Марк Ливий Друз Клавдиан, приемный сын |                           |                           |                              |                              |                              |                              |                              |                              |                       |                       |                       |                       |                       |                       |  |  |  |  |  |  |
|                                |                                |                                |                                |                                |                                |                            |                            |                            |                            |                  |                  |                            |                            |                            |                            |                                   |                                   |                                   |                                   |                                    |                                    |                                    |                                    |                                        |                                        |                                        |                                        |                                        |                                        |                           |                           |                              |                              |                              |                              |                              |                              |                       |                       |                       |                       |                       |                       |  |  |  |  |  |  |
|                                |                                |                                |                                |                                |                                |                            |                            |                            |                            |                  |                  |                            |                            |                            |                            |                                   |                                   |                                   |                                   |                                    |                                    |                                    |                                    |                                        |                                        |                                        |                                        |                                        |                                        |                           |                           |                              |                              |                              |                              |                              |                              |                       |                       |                       |                       |                       |                       |  |  |  |  |  |  |
|                                |                                |                                |                                | Марк Юний Брут Старший (1)     | Марк Юний Брут Старший (1)     | Марк Юний Брут Старший (1) | Марк Юний Брут Старший (1) | Марк Юний Брут Старший (1) | Марк Юний Брут Старший (1) |                  |                  | Сервилия                   | Сервилия                   | Сервилия                   | Сервилия                   | Сервилия                          | Сервилия                          |                                   |                                   | Децим Юний Силан (2)               | Децим Юний Силан (2)               | Децим Юний Силан (2)               | Децим Юний Силан (2)               | Децим Юний Силан (2)                   | Децим Юний Силан (2)                   |                                        |                                        |                                        |                                        | Сервилия Младшая          | Сервилия Младшая          | Сервилия Младшая             | Сервилия Младшая             | Сервилия Младшая             | Сервилия Младшая             |                              |                              | Квинт Сервилий Цепион | Квинт Сервилий Цепион | Квинт Сервилий Цепион | Квинт Сервилий Цепион | Квинт Сервилий Цепион | Квинт Сервилий Цепион |  |  |  |  |  |  |
|                                |                                |                                |                                | Марк Юний Брут Старший (1)     | Марк Юний Брут Старший (1)     | Марк Юний Брут Старший (1) | Марк Юний Брут Старший (1) | Марк Юний Брут Старший (1) | Марк Юний Брут Старший (1) |                  |                  | Сервилия                   | Сервилия                   | Сервилия                   | Сервилия                   | Сервилия                          | Сервилия                          |                                   |                                   | Децим Юний Силан (2)               | Децим Юний Силан (2)               | Децим Юний Силан (2)               | Децим Юний Силан (2)               | Децим Юний Силан (2)                   | Децим Юний Силан (2)                   |                                        |                                        |                                        |                                        | Сервилия Младшая          | Сервилия Младшая          | Сервилия Младшая             | Сервилия Младшая             | Сервилия Младшая             | Сервилия Младшая             |                              |                              | Квинт Сервилий Цепион | Квинт Сервилий Цепион | Квинт Сервилий Цепион | Квинт Сервилий Цепион | Квинт Сервилий Цепион | Квинт Сервилий Цепион |  |  |  |  |  |  |
|                                |                                |                                |                                |                                |                                |                            |                            |                            |                            |                  |                  |                            |                            |                            |                            |                                   |                                   |                                   |                                   |                                    |                                    |                                    |                                    |                                        |                                        |                                        |                                        |                                        |                                        |                           |                           |                              |                              |                              |                              |                              |                              |                       |                       |                       |                       |                       |                       |  |  |  |  |  |  |
|                                |                                |                                |                                |                                |                                |                            |                            |                            |                            |                  |                  |                            |                            |                            |                            |                                   |                                   |                                   |                                   |                                    |                                    |                                    |                                    |                                        |                                        |                                        |                                        |                                        |                                        |                           |                           |                              |                              |                              |                              |                              |                              |                       |                       |                       |                       |                       |                       |  |  |  |  |  |  |
|                                |                                | Порция Катон                   | Порция Катон                   | Порция Катон                   | Порция Катон                   | Порция Катон               | Порция Катон               |                            |                            | Марк Юний Брут x | Марк Юний Брут x | Марк Юний Брут x           | Марк Юний Брут x           | Марк Юний Брут x           | Марк Юний Брут x           |                                   |                                   | Юния Прима                        | Юния Прима                        | Юния Прима                         | Юния Прима                         | Юния Прима                         | Юния Прима                         |                                        |                                        |                                        |                                        | Юния Терция                            | Юния Терция                            | Юния Терция               | Юния Терция               | Юния Терция                  | Юния Терция                  |                              |                              | Гай Кассий Лонгин x          | Гай Кассий Лонгин x          | Гай Кассий Лонгин x   | Гай Кассий Лонгин x   | Гай Кассий Лонгин x   | Гай Кассий Лонгин x   |                       |                       |  |  |  |  |  |  |
|                                |                                | Порция Катон                   | Порция Катон                   | Порция Катон                   | Порция Катон                   | Порция Катон               | Порция Катон               |                            |                            | Марк Юний Брут x | Марк Юний Брут x | Марк Юний Брут x           | Марк Юний Брут x           | Марк Юний Брут x           | Марк Юний Брут x           |                                   |                                   | Юния Прима                        | Юния Прима                        | Юния Прима                         | Юния Прима                         | Юния Прима                         | Юния Прима                         |                                        |                                        |                                        |                                        | Юния Терция                            | Юния Терция                            | Юния Терция               | Юния Терция               | Юния Терция                  | Юния Терция                  |                              |                              | Гай Кассий Лонгин x          | Гай Кассий Лонгин x          | Гай Кассий Лонгин x   | Гай Кассий Лонгин x   | Гай Кассий Лонгин x   | Гай Кассий Лонгин x   |                       |                       |  |  |  |  |  |  |
|                                |                                |                                |                                |                                |                                |                            |                            |                            |                            |                  |                  |                            |                            |                            |                            |                                   |                                   |                                   |                                   |                                    |                                    |                                    |                                    |                                        |                                        |                                        |                                        |                                        |                                        |                           |                           |                              |                              |                              |                              |                              |                              |                       |                       |                       |                       |                       |                       |  |  |  |  |  |  |
| Марк Порций Катон (II)         | Марк Порций Катон (II)         | Марк Порций Катон (II)         | Марк Порций Катон (II)         | Марк Порций Катон (II)         | Марк Порций Катон (II)         |                            |                            |                            |                            |                  |                  |                            |                            |                            |                            |                                   |                                   |                                   |                                   |                                    |                                    |                                    |                                    | Юния Секунда                           | Юния Секунда                           | Юния Секунда                           | Юния Секунда                           | Юния Секунда                           | Юния Секунда                           |                           |                           | Марк Эмилий Лепид (триумвир) | Марк Эмилий Лепид (триумвир) | Марк Эмилий Лепид (триумвир) | Марк Эмилий Лепид (триумвир) | Марк Эмилий Лепид (триумвир) | Марк Эмилий Лепид (триумвир) |                       |                       |                       |                       |                       |                       |  |  |  |  |  |  |
| Марк Порций Катон (II)         | Марк Порций Катон (II)         | Марк Порций Катон (II)         | Марк Порций Катон (II)         | Марк Порций Катон (II)         | Марк Порций Катон (II)         |                            |                            |                            |                            |                  |                  |                            |                            |                            |                            |                                   |                                   |                                   |                                   |                                    |                                    |                                    |                                    | Юния Секунда                           | Юния Секунда                           | Юния Секунда                           | Юния Секунда                           | Юния Секунда                           | Юния Секунда                           |                           |                           | Марк Эмилий Лепид (триумвир) | Марк Эмилий Лепид (триумвир) | Марк Эмилий Лепид (триумвир) | Марк Эмилий Лепид (триумвир) | Марк Эмилий Лепид (триумвир) | Марк Эмилий Лепид (триумвир) |                       |                       |                       |                       |                       |                       |  |  |  |  |  |  |
|                                |                                |                                |                                |                                |                                |                            |                            |                            |                            |                  |                  |                            |                            |                            |                            |                                   |                                   |                                   |                                   |                                    |                                    |                                    |                                    |                                        |                                        |                                        |                                        |                                        |                                        |                           |                           |                              |                              |                              |                              |                              |                              |                       |                       |                       |                       |                       |                       |  |  |  |  |  |  |
|                                |                                |                                |                                |                                |                                |                            |                            |                            |                            |                  |                  |                            |                            |                            |                            |                                   |                                   |                                   |                                   | вероятно Сервилия, дочь Юнии Примы | вероятно Сервилия, дочь Юнии Примы | вероятно Сервилия, дочь Юнии Примы | вероятно Сервилия, дочь Юнии Примы | вероятно Сервилия, дочь Юнии Примы     | вероятно Сервилия, дочь Юнии Примы     |                                        |                                        | Марк Эмилий Лепид Младший              | Марк Эмилий Лепид Младший              | Марк Эмилий Лепид Младший | Марк Эмилий Лепид Младший | Марк Эмилий Лепид Младший    | Марк Эмилий Лепид Младший    |                              |                              |                              |                              |                       |                       |                       |                       |                       |                       |  |  |  |  |  |  |
|                                |                                |                                |                                |                                |                                |                            |                            |                            |                            |                  |                  |                            |                            |                            |                            |                                   |                                   |                                   |                                   | вероятно Сервилия, дочь Юнии Примы | вероятно Сервилия, дочь Юнии Примы | вероятно Сервилия, дочь Юнии Примы | вероятно Сервилия, дочь Юнии Примы | вероятно Сервилия, дочь Юнии Примы     | вероятно Сервилия, дочь Юнии Примы     |                                        |                                        | Марк Эмилий Лепид Младший              | Марк Эмилий Лепид Младший              | Марк Эмилий Лепид Младший | Марк Эмилий Лепид Младший | Марк Эмилий Лепид Младший    | Марк Эмилий Лепид Младший    |                              |                              |                              |                              |                       |                       |                       |                       |                       |                       |  |  |  |  |  |  |
|                                |                                |                                |                                |                                |                                |                            |                            |                            |                            |                  |                  |                            |                            |                            |                            |                                   |                                   |                                   |                                   |                                    |                                    |                                    |                                    |                                        |                                        |                                        |                                        |                                        |                                        |                           |                           |                              |                              |                              |                              |                              |                              |                       |                       |                       |                       |                       |                       |  |  |  |  |  |  |
|                                |                                |                                |                                |                                |                                |                            |                            |                            |                            |                  |                  |                            |                            |                            |                            |                                   |                                   |                                   |                                   |                                    |                                    |                                    |                                    |                                        |                                        |                                        |                                        |                                        |                                        |                           |                           |                              |                              |                              |                              |                              |                              |                       |                       |                       |                       |                       |                       |  |  |  |  |  |  |
|                                |                                |                                |                                |                                |                                |                            |                            |                            |                            |                  |                  |                            |                            |                            |                            |                                   |                                   |                                   |                                   | Маний Эмилий Лепид                 | Маний Эмилий Лепид                 | Маний Эмилий Лепид                 | Маний Эмилий Лепид                 | Маний Эмилий Лепид                     | Маний Эмилий Лепид                     |                                        |                                        |                                        |                                        | Эмилия Лепида             | Эмилия Лепида             | Эмилия Лепида                | Эмилия Лепида                | Эмилия Лепида                | Эмилия Лепида                |                              |                              |                       |                       |                       |                       |                       |                       |  |  |  |  |  |  |

Обозначения:
(1) = 1-й супруг(а)
(2) = 2-й супруг(а)
x   = убийца Цезаря

### Проблема отцовства Цезаря
Согласно некоторым источникам, в Риме ходили слухи о том, что Сервилия родила сына именно от Гая Юлия. Об этом осторожно сообщает Аппиан («…Некоторые даже полагали, что Брут приходится Цезарю сыном, так как, когда Брут родился, у Цезаря была связь с Сервилией») и уверенно — Плутарх («Известно, что в молодые годы он [Цезарь] находился в связи с Сервилией, которая была без памяти в него влюблена, и Брут родился в самый разгар этой любви, а стало быть, Цезарь мог считать его своим сыном»). В то же время Плутарх упоминает связь между Цезарем и Сервилией только в связи с событиями 63 года до н. э., а Светоний — в связи с первым консульством Цезаря (59 год до н. э.). Предполагаемому плоду этого адюльтера было тогда 22 года и 26 лет соответственно. В 85 году до н. э., являющемся годом рождения Брута согласно современному ему источнику, Цезарю было всего 15 или максимум 17 лет. Большинство исследователей полагает, что информация об отцовстве Гая Юлия — выдумка

### Усыновление
К 59 году до н. э. относится первое упоминание Брута с ещё одним именем — Цепион. Брутом Цепионом и Марком Брутом по прозвищу Цепион его называет Аппиан в связи с событиями 44 года до н. э.. Схожие упоминания есть у Диона Кассия и в одном из поздних писем Цицерона. Отсюда следует, что Марк Юний был усыновлён одним из представителей семейства Сервилиев Цепионов, с которым он был связан по материнской линии. Собственно усыновление и имя усыновителя нигде не упоминаются. Формулировка Цицерона в письме, написанном в 59 году до н. э., «Цепион (это Брут)», может означать, что усыновление было совершено незадолго до описываемых в соответствующем письме событий. Тем не менее в литературе часто встречается утверждение, что Брут был усыновлён своим дядей Квинтом Сервилием Цепионом, умершим в 67 году до н. э.. Фридрих Мюнцер, пытаясь решить проблему хронологии, предположил, что усыновление было оформлено близкими Цепиона после его смерти ради продолжения рода; другие исследователи уверены, что римское право исключает подобное.
Существует предположение, что усыновитель Брута — другой Сервилий Цепион, легат во время Пиратской войны 67 года до н. э. и неудачливый жених Юлии. Он мог быть сыном Квинта, претора 91 года до н. э., причём от не упоминающегося в источниках первого брака, предшествовавшего браку с Ливией (и, таким образом, единокровным братом Сервилии). Его женой и, соответственно, приёмной матерью Марка Юния могла быть дочь выдающегося оратора Квинта Гортензия Гортала. В любом случае новое имя за Брутом не закрепилось. Сохранились только одно сенатское постановление, в котором его называют Квинт Цепион Брут, и одна греческая надпись в Оропе с вариантом Квинт Цепион, сын Квинта, Брут (получается, что имя Цепион здесь из когномена превращается в номен). Для современников и для потомков этот нобиль остался Марком Юнием Брутом.

## Биография

### Ранние годы
Сохранившиеся источники содержат противоречивые данные о дате рождения Брута. Согласно Цицерону, Марк Юний появился на свет через 10 лет после первого выступления Квинта Гортензия Гортала, состоявшегося в консульство Луция Лициния Красса (95 год до н. э.). Таким образом, дата его рождения по этой версии — 85 год до н. э. Эпитоматор Тита Ливия сообщает, что на момент гибели Бруту было «около сорока». Согласно Гаю Веллею Патеркулу, Брут погиб на 37-м году жизни; в этом случае он должен был родиться в 79 или 78 году до н. э.. Наконец, Секст Аврелий Виктор сообщает, что в 53 году до н. э. Марк был квестором. При этом известно, что добиваться государственных должностей (в том числе и квестуры) римляне могли только начиная примерно с 27-летнего возраста.
Многие исследователи доверяют в этом вопросе Цицерону: он был современником и другом Брута, а потому должен был владеть достоверной информацией. Есть и мнения в пользу версии Веллея Патеркула. Так, Татьяна Бобровникова считает, что слухи о Цезаре как отце Брута должны были иметь хронологическое обоснование, а значит, разница в возрасте должна была составлять не 15-17 лет, а несколько больше. К тому же сам Брут в одноимённом трактате Цицерона говорит: «[Гая Юлия] в те годы, когда я уже мог бы о нём судить, к сожалению, не было в Риме». Отсюда может быть сделан вывод, что в 58 году до н. э., когда Цезарь уехал в Галлию, Брут был ещё слишком юн. Впрочем, существует и другая трактовка: Марк мог иметь в виду, что уже после отъезда Цезаря начал политическую карьеру.
День рождения Брута, согласно Плутарху, приходился на зиму.
Марк рано (в 77 году до н. э.) потерял отца. Предположительно Сервилия вышла замуж во второй раз, когда Марк уже был по крайней мере подростком, так что отчим не оказал заметного влияния на формирование его личности — в отличие от матери и дяди. Катон, человек принципиальный и никогда не поступавшийся своими убеждениями, стал в глазах мальчика образцом для подражания. Брут получил прекрасное образование. Известно, что грамматику ему преподавал знаменитый своей учёностью сириец Стабилий Эрот, а Катон постарался передать племяннику свою любовь к греческой философии. Последняя стала основой мировоззрения Брута, но если дядя был стоиком, то племянник стал поклонником Платоновой Академии.
Достигнув юношеских лет, Брут отправился в Афины продолжать образование. Там он встретился с вызвавшим его восхищение философом-академиком Антиохом Аскалонским и подружился с его братом Аристом. Вероятно, там же Марк Юний впервые встретился с римским всадником Титом Помпонием Аттиком, который тоже стал его другом и в дальнейшем ввёл его в круг римской интеллектуальной элиты. Из Афин Брут отправился на Родос, где учился какое-то время ораторскому искусству.

### Начало политической карьеры
Первое упоминание Брута в связи с политической жизнью Рима относится к 59 году до н. э., когда консулами были Гай Юлий Цезарь и Марк Кальпурний Бибул, женатый на двоюродной сестре Марка Юния. Важным событием этого года стало так называемое «дело Веттия»: некто Луций Веттий заявил о существовании заговора аристократической молодёжи с целью убийства Гнея Помпея. Помимо Луция Эмилия Лепида Павла и Гая Скрибония Куриона Младшего к этому заговору якобы принадлежал и Брут. Уже на следующий день доносчик изменил показания, не говоря больше о причастности Марка Юния; Цицерон не сомневался, что это произошло из-за вмешательства Цезаря, постаравшегося выгородить сына своей любовницы. Вскоре Веттий умер в тюрьме (или был убит), а дело было замято.
Единого мнения о том, существовал ли заговор в действительности, нет. В историографии высказывались гипотезы о фальсификации обвинения Цезарем или всеми тремя триумвирами для достижения различных политических целей. Аргументом против таких гипотез некоторые учёные считают тот факт, что Цезарю после обнародования первого обвинения пришлось скорректировать его, чтобы вывести из-под удара Брута: если это и фальсификация, то слишком неуклюжая. Согласно другой версии, действительно существовала группа молодых аристократов (Брут, Лепид, Курион), которую Луций Лициний Лукулл попытался использовать против своего старого противника Помпея, но из-за вмешательства Бибула этот заговор был раскрыт. Цезарь же мог заставить Веттия отказаться от обвинений в адрес Брута и прочих, чтобы этим актом милосердия завоевать себе новых сторонников.
В 58 году до н. э. народное собрание направило Катона на Кипр, чтобы присоединить этот остров к владениям Республики. Марк Юний, тогда ещё «неопытный юноша, погружённый в науки», поехал с дядей. В пути, на Родосе, он заболел, а после выздоровления отдыхал в Памфилии, когда Марк Порций, задержавшийся в Византии, попросил его в письме ехать на Кипр, чтобы охранять казну царя Птолемея. Брут выполнил это поручение, хотя и неохотно; в дальнейшем он помог дяде доставить казну в Рим и заслужил его похвалу. Находясь на Кипре, Марк Юний успел стать патроном города Саламин. После возвращения в родной город он какое-то время не участвовал в политической жизни, посвятив себя книгам.
В 54 году до н. э. Марк стал монетарием. На этой должности он отчеканил денарии с изображениями двух героев ранней римской истории, считавшихся его предками: Луция Юния Брута и Гая Сервилия Агалы. Продолжением той же сюжетной линии стал денарий с изображением на аверсе богини Либертас, а на реверсе — Луция Брута в окружении ликторов.
Тогда же Брут женился на дочери действующего консула Аппия Клавдия Пульхра. Этот шаг мог означать определённое сближение с Помпеем, старший сын которого был женат на другой дочери Аппия. В следующем году Пульхр отправился с полномочиями проконсула в Киликию, а Марк Юний в качестве квестора поехал с тестем. Он использовал свой пост для расширения своей клиентелы и обогащения: через посредников Луция Главцию, Марка Скапция и Публия Матиния Брут под огромные проценты ссужал деньги царям Галатии, Каппадокии, Армении, а также провинциалам. Проконсул помогал своему зятю. Так, когда город Саламин не смог выплатить долг, Пульхр предоставил Скапцию отряд конницы, с которым тот ворвался в город и взял в осаду здание совета. Пять членов совета умерли от голода, а остальным пришлось признать долг с процентами, вчетверо превышавшими те, которые разрешал закон (48 процентов годовых против 12).
В 51 году до н. э. наместником Киликии стал Марк Туллий Цицерон. Брут, уехавший из провинции ещё до Пульхра, через Аттика обратился к новому проконсулу с просьбой о сотрудничестве, но тот, узнав о злоупотреблениях своего предшественника и о том, кто стоит за Скапцием, отказал ему. В конце концов Цицерону, видимо, пришлось пойти на уступки Бруту. Когда в 50 году до н. э. Пульхра в Риме обвинили в злоупотреблениях, Марк Юний вместе с Квинтом Гортензием Горталом выступил в суде защитником тестя и добился его оправдания — в том числе благодаря обращению Цицерона из провинции к сенату. При этом в адрес самого Брута никакие обвинения не прозвучали.
В Риме Марк Юний выступил с острым политическим памфлетом против Помпея, сосредоточившего к тому времени в своих руках почти диктаторскую власть. Возможно, именно в этом своём сочинении Брут рассказал историю, процитированную позже Светонием: «По словам Марка Брута, некий Октавий, человек слабоумный и потому невоздержанный на язык, при всём народе именовал Помпея царём, а Цезаря величал царицей». К этому же периоду относится составление Брутом текста речи в защиту Тита Анния Милона, обвинявшегося в организации убийства политика-популяра Публия Клодия. Брут был уверен, что это убийство оправдано, поскольку Клодий был плохим гражданином.
К концу 50-х годов до н. э. Брут уже обладал почётным титулом princeps iuventutis — «первый среди молодёжи». Это не давало никаких официальных привилегий, но было очень почётно и показывает, что Марк Юний считался одним из виднейших представителей молодого поколения римской аристократии накануне гражданских войн.

### Гражданская война: на стороне Помпея
Согласно Плутарху, когда началась гражданская война (49 год до н. э.), все окружающие ожидали от Брута, что он встанет на сторону Цезаря, поскольку к Помпею он питал ненависть с детских лет: Марк даже не заговаривал с Помпеем при случайных встречах, «считая великим нечестием сказать хотя бы слово с убийцей своего отца». Брут всё же примкнул к Гнею в силу своих убеждений, поскольку считал его дело более справедливым. С другой стороны, известно, что уже с 54 года до н. э. Марк Юний был свояком старшего сына Помпея — Гнея Помпея Младшего. Их общий тесть Аппий Клавдий Пульхр был, по словам антиковеда Рональда Сайма, «стержнем коалиции, направленной против Цезаря». Спустя год после женитьбы (53 год до н. э.) Брут отклонил предложение Цезаря стать его квестором в Галлии, так как Гай Юлий «не нравился никому из добропорядочных людей». Фридрих Мюнцер, исходя из того, что Помпей вместе с Брутом поддерживал Пульхра во время судебного процесса, предполагает, что уже к концу 50 года до н. э. было очевидно: Марк Юний принадлежит к лагерю помпеянцев. Наконец, существует мнение, что Брут сделал свой выбор накануне войны под влиянием Катона.
В начале войны Брут отправился в Киликию в качестве легата при её новом наместнике Публии Сестии. Там он задействовал свои старые связи, чтобы заставить местные общины и мелких правителей предоставить помпеянской армии деньги, корабли и людей. После этого Марк присоединился к армии Помпея на Балканах (согласно Псевдо-Аврелию Виктору, его вызвал из Киликии Катон). Помпей был настолько рад появлению Брута, что при встрече даже обнял его. После разгрома при Фарсале 9 августа 48 года до н. э. Брут «незаметно выскользнул какими-то воротами» из помпеянского лагеря, атакованного врагом, укрылся на болоте, а ночью бежал в Ларису. Оттуда, понимая, что дело помпеянцев проиграно, он отправил Цезарю письмо. Гай Юлий после каждой своей победы следовал «политике милосердия», считая её очень важной для окончательного успеха, а письму Брута он, согласно источникам, обрадовался особенно (возможно, из-за своих отношений с Сервилией). Ещё накануне битвы Цезарь приказал своим военачальникам пощадить Марка и даже отпустить его, если тот не сдастся сам; после боя его встревожило то, что Брута нигде не могут найти. Цезарь пригласил Марка к себе, и тот занял место в его ближайшем окружении, в «когорте друзей».
Антиковед М. Кларк задаётся вопросом, почему Брут после Фарсала не бежал в Африку вместе с другими помпеянцами, чтобы там продолжить борьбу. По мнению учёного, Брут, Кассий и Цицерон ещё до битвы решили, что, если Цезарь победит, они перейдут на его сторону. Сохранявший свою непримиримость Катон находился тогда в Диррахии и не мог повлиять на племянника.

### На стороне Цезаря
Согласно Плутарху, именно Брут посоветовал Цезарю искать бежавшего в неизвестном направлении Помпея в Египте; таким образом, он предоставил своему новому покровителю первые доказательства верности. Сам Марк Юний в очередной раз направился в Киликию. Там он был и в середине 47 года до н. э., когда Цезарь приехал в эту провинцию из Александрии. Брут принял участие в походе Цезаря из Тарса через Каппадокию в Понт (там был разгромлен царь Фарнак), а потом в поездке через Галатию и Вифинию в Азию. В пути он использовал близость к диктатору, чтобы добиться помилования своего зятя Гая Кассия Лонгина, тоже принадлежавшего некоторое время к помпеянской партии, и попытаться помочь царю галатов Дейотару, своему давнему клиенту, на которого поступили жалобы от местных тетрархов. Он не смог добиться оправдания, но существенную часть своих владений (земли к западу от Галиса) Дейотар всё-таки сохранил.
Из Азии Брут направился на Лесбос, где встретился с видным помпеянцем Марком Клавдием Марцеллом, жившим в изгнании в Митилене. Марцелл произвёл на него большое впечатление: «Это был действительно настоящий человек», — признал позже Брут. — «Когда пришлось покинуть его, мне показалось, что в ссылку отправляюсь я сам, а не Марцелл остаётся в ней». Много времени Марк Юний провёл на Самосе, изучая понтификальное право в обществе ещё одного помпеянца — Сервия Сульпиция Руфа. Познания в этой сфере были ему необходимы, так как незадолго до того Брут заочно был избран авгуром. С Самоса Марк отправился в Италию.
Перед отправкой в Африку (конец 47 года до н. э.) Цезарь назначил Брута наместником Цизальпийской Галлии, хотя тот ещё не был ни консулом, ни даже претором. Марк Юний показал себя в этой провинции хорошим администратором и заслужил похвалы диктатора. Благодарные местные жители поставили в Медиолане его статую, простоявшую по крайней мере до времён Августа. В марте или апреле 45 года до н. э. Брут вернулся в Рим и вскоре стал претором вместе со своим зятем Гаем Кассием Лонгином. Оба они претендовали на городскую претуру, считавшуюся самой почётной, и Цезарь, ведавший назначениями, открыто признал, что Кассий с его военными заслугами больше достоин этой должности; но всё же городским претором он сделал Брута. Через три года (в 41 году до н. э.) Марк Юний должен был стать консулом.
В те же годы (46—44 до н. э.) произошло сближение Брута с Цицероном. Оно началось с переписки, а после первых же личных встреч эти двое стали большими друзьями. Брут посвятил Цицерону свой трактат «О добродетели», а тот ему — целый ряд произведений. Из разговоров двух друзей об истории римского красноречия вырос диалог Марка Туллия «Брут, или О знаменитых ораторах», в котором заглавный персонаж играет очень важную роль. В этом трактате автор с большим пиететом высказывается и о самом Бруте, и о его родне, с горечью констатируя, что при новом государственном строе его другу не занять то место, которого он достоин: «Горько мне глядеть на тебя, мой Брут, ибо твою юность, словно шествовавшую на победной колеснице среди народных рукоплесканий, разом и с разбегу сокрушила несчастная судьба нашей республики… Двойная тревога угнетает меня при мысли о тебе, так как и сам ты лишён республики, и республика лишена тебя».

### Заговор
Начиная с октября 45 года до н. э., когда Цезарь вернулся в Рим, росло недовольство им среди его окружения. В качестве причин этого источники называют многочисленные нарушения Цезарем конституционных правил, подозрения, что он претендует на царскую власть, оппозицию отдельных цезарианцев из-за замедления их карьеры, желание бывших помпеянцев отомстить за поражение.
В Марке Юнии в силу его происхождения и положения многие видели естественного вождя гипотетического заговора, целью которого должно было стать физическое устранение «тирана». Плутарх даже замечает, что Цезарь «опасался его [Брута] мужества, громкого имени и многочисленных друзей», хотя и был в нём уверен из-за его характера. Цицерон заканчивает свой трактат «Брут», написанный в 46 году до н. э., обращением к заглавному герою, в котором заключён прозрачный намёк: «мы желаем тебе такой республики, в которой ты смог бы обновить и умножить славу двух знатнейших римских родов». Эти два рода — Юнии и Сервилии; представитель первого сверг царскую власть, а представитель второго убил Спурия Мелия, обвинённого в стремлении к тирании. Во время претуры Брута на его преторское кресло подкидывали записки со словами «Ты спишь, Брут?»; «Ты не настоящий Брут!».
Весной 45 года до н. э., сразу после гибели своего дяди Марка Порция, до конца продолжавшего борьбу, Марк Юний написал панегирик в его честь. После возвращения из Галлии годом позже он сделал шаг к гипотетическому заговору, дав развод Пульхре и женившись на дочери Катона; в результате его фигура оказалась очень тесно связанной с памятью о двух самых непримиримых врагах Цезаря — отце жены и её первом муже Марке Кальпурнии Бибуле. При этом ещё летом 45 года до н. э. Брут был абсолютно лоялен по отношению к Цезарю. В июле он с возмущением отверг предположение Цицерона о причастности Гая Юлия к убийству Марка Клавдия Марцелла; в августе он верил, что Цезарь в ближайшее время восстановит Республику. Начиная с октября надежды на отказ Гая Юлия от диктатуры стали таять. Светоний приводит ряд высказываний Цезаря, относящихся к последнему году его жизни, и, в частности, такое: «Сулла не знал и азов, если отказался от диктаторской власти». Возможно, именно такие заявления заставили Марка Юния увидеть в своём покровителе тирана, от которого необходимо избавиться. Последней каплей могло стать провозглашение Цезаря пожизненным диктатором, состоявшееся незадолго до 15 февраля 44 года до н. э. Кроме того, Сервилия к 44 году до н. э. разорвала отношения с Гаем Юлием и, по-видимому, постаралась настроить сына против бывшего любовника.
О формировании заговора источники рассказывают по-разному. Согласно Плутарху, у истоков стоял Кассий, а Брут присоединился на позднем этапе, поскольку заговорщики требовали, чтобы он их возглавил. Согласно Аппиану, Брут и Кассий объединились в самом начале, после чего «каждый из них стал испытывать как собственных друзей, так и друзей самого Цезаря, тех, кого они признавали наиболее смелыми». В результате (предположительно в январе — феврале 44 года до н. э.) образовался заговор, объединявший сенаторов из лагеря оптиматов и цезарианцев, по разным причинам недовольных своим вождём. К первым относились, кроме самих Брута и Кассия, Квинт Лигарий, Цецилий Буколиан, Сестий Назон, Марк Спурий, ко вторым — Гай Требоний, Децим Юний Брут Альбин, Луций Минуций Базил, Луций Тиллий Цимбр и другие. Аппиан перечисляет имена 15 заговорщиков, а Светоний говорит, что их было в общей сложности 60. Возможно, среди них Брут был единственным идеалистом: убийство Цезаря только вредило ему лично, поскольку при диктатуре Марку Юнию была обеспечена хорошая карьера, а с «тираном» его связывали тёплые отношения. Решение примкнуть к заговору, по-видимому, далось Бруту нелегко. Позже он писал Цицерону, что убил бы собственного отца, если бы увидел, что тот стремится к тирании, и в конечном счёте, как выразился антиковед Балсдон, он смог «убедить себя, что собирается убить Цезаря-диктатора, а не… Цезаря-человека».
Вне зависимости от того, как формировался заговор, Марк Юний стал его главой с момента вступления. Заговорщики планировали убить Цезаря во время одного из заседаний сената. Звучали предложения вместе с Цезарем убить и Марка Антония, его ближайшего сподвижника, который мог стать очень опасным, но Брут выступил против. По словам Плутарха, он потребовал, «чтобы дело, на которое они отваживаются во имя права и законов, было безукоризненно чисто от какой бы то ни было несправедливости»: убить следовало только диктатора, действуя во имя идеи, а не из более мелочных соображений. Впрочем, в историографии прозвучало мнение, что Марк Юний просто опасался, что Антоний (человек физически крепкий, с большим военным опытом) окажет слишком серьёзное сопротивление.
Участники заговора предполагали, что после гибели диктатора получат поддержку народного собрания и сенатского большинства и республиканские порядки будут с лёгкостью восстановлены. Однако дальнейшие события показали ошибочность этих надежд. Детальный план действий после тираноубийства не был разработан; в связи с этим Цицерон позже констатировал, что заговорщики «проявили отвагу мужей и разум… детей».

### Убийство Цезаря
К марту 44 года до н. э. по Риму ходили слухи о зреющем заговоре. Какая-то информация доходила и до Цезаря; однажды, когда ему сказали, будто Антоний и Долабелла готовят мятеж, он ответил: «Я не особенно боюсь этих длинноволосых толстяков, а скорее — бледных и тощих», имея в виду Брута и Кассия. По данным Плутарха, кто-то предупредил диктатора, что Брут хочет его убить, но он в это не поверил. «Прикоснувшись рукой к своему телу, он сказал доносчику: „Брут повременит ещё с этим телом!“ — желая этим сказать, что, по его мнению, Брут за свою доблесть вполне достоин высшей власти, но стремление к ней не может сделать его неблагодарным и низким». От предложенной ему почётной стражи Цезарь отказался, и одни античные авторы видят в этом проявление беззаботности, а другие — нежелание бороться.
Заговорщики решили убить диктатора на последнем заседании сената перед его отбытием в парфянский поход — в курии Помпея в иды марта (15 марта 44 года до н. э.). Источники сообщают, что в этот день с утра Брут, опоясанный кинжалом под тогой, творил суд, действуя с удивительным хладнокровием. Именно к нему и Кассию перед заседанием подошёл сенатор Попилий Ленат, чтобы сказать шёпотом: «Всей душой желаю вам счастливо исполнить то, что задумали, но советую не медлить: про вас уже заговорили». Вскоре Марку сообщили, что его жена внезапно почувствовала себя плохо и находится при смерти, но он не пошёл домой, ожидая Цезаря, который задерживался.
Наконец, диктатор пришёл в курию. Согласно плану, заговорщики в самом начале заседания обступили его. Один из них, Луций Тиллий Цимбр, начал просить за своего брата, находившегося в изгнании, и остальные, включая Брута, присоединились к его мольбам. Цезарь отказал, и тогда Цимбр схватил его за тогу, подав таким образом условный знак. Все выхватили кинжалы. Публий Сервилий Каска первым нанёс удар, но смог только ранить Гая Юлия. Тот начал обороняться; остальные заговорщики набросились на него, «слепо и поспешно разя многими кинжалами сразу». Наконец, Цезарь упал, истекая кровью, у подножия статуи Помпея (позже на его теле насчитали 23 раны). Известно, что Брут ранил его в бедро или в пах и сам оказался легко ранен в руку: в пылу борьбы его случайно задел кинжалом кто-то из сообщников.
В эпоху Нового времени стали общепринятыми представления о том, что Цезарь, увидев, как Марк Юний приближается к нему с кинжалом в руках, сказал: «И ты, Брут?» и подставил своё тело под удары. На самом деле эта фраза, ставшая знаменитой, впервые прозвучала в трагедии Уильяма Шекспира. Два античных автора — Светоний и Дион Кассий — сообщают, что, согласно одной из версий случившегося («некоторые передают»), увидев Брута с обнажённым кинжалом, Цезарь сказал ему по-гречески: «И ты, дитя моё?» (Καὶ σὺ, τέκνον). А Плутарх пишет: «Некоторые писатели рассказывают, что, отбиваясь от заговорщиков, Цезарь метался и кричал, но, увидев Брута с обнажённым мечом, накинул на голову тогу и подставил себя под удары».

### После убийства
Когда Цезарь уже был мёртв, Брут попытался произнести речь перед сенаторами. Те в ужасе наблюдали за убийством и не посмели вмешаться, но теперь кинулись к дверям. Оставшись в пустой курии, заговорщики тоже выбежали на улицу и двинулись к Капитолию в сопровождении толпы заранее подготовленных гладиаторов и рабов. Они кричали, что убили тирана, и показывали всем свои окровавленные кинжалы. По дороге к ним примкнули некоторые сенаторы, не участвовавшие в заговоре: Марк Фавоний, Луций Стаций Мурк, претор Луций Корнелий Цинна, консул-суффект Публий Корнелий Долабелла. Народ, пребывавший в полной растерянности, не поддержал заговорщиков, но и не выступил против них. Предложение Цинны наградить Брута, Кассия и прочих как тираноубийц не было принято народным собранием; Марк Юний сам произнёс речь в комиции, в которой объявил о восстановлении Республики, но толпа встретила её молчанием, так что заговорщики предпочли уйти на вершину Капитолия.
В последующие несколько дней в Риме установилось шаткое равновесие. Вожди цезарианцев — Марк Антоний и Марк Эмилий Лепид — располагали в столице одним легионом, и большинство простых горожан было скорее на их стороне, поскольку хранило добрую память о Гае Юлии; но это же большинство не хотело гражданской войны, неизбежной, если бы цезарианцы решили отомстить за своего вождя, а у заговорщиков было много сторонников среди сенаторов. 16 марта две «партии» перешли к переговорам. Антоний и Лепид гарантировали Бруту и Кассию безопасность, а те согласились, чтобы окончательное решение о политическом урегулировании принимал сенат, который собрался на заседание 17 марта. В курии снова прозвучало предложение объявить заговорщиков тираноубийцами (его озвучил Тиберий Клавдий Нерон). С другой стороны, собравшаяся у курии толпа требовала мести за погибшего. Однако победил компромисс. Было ясно, что объявление Цезаря тираном повлекло бы за собой отмену всех его распоряжений, а это было бы невыгодно в том числе и для республиканцев: ведь Гай Юлий сделал, например, Брута и Кассия преторами. Поэтому Цицерон предложил по-прежнему считать Цезаря легитимным правителем, но содеянное его убийцами предать забвению («амнистии»). Этот вариант на время удовлетворил всех.
На том же заседании цезарианцы потребовали торжественных похорон Гая Юлия и обнародования его завещания. Кассий выступил против, но Брут согласился, надеясь, что это будет способствовать установлению гражданского мира. Дальнейшие события показали, что он совершил таким образом серьёзную ошибку. Диктатор завещал каждому гражданину Рима по 300 сестерциев и передал свои сады за Тибром в общественную собственность; известия об этом повлияли на позицию горожан. Антоний произнёс на похоронах (19 или 20 марта) погребальную речь, в которой обвинил Брута и прочих в чёрной неблагодарности. Следствием всего этого стали масштабные беспорядки: ожесточившаяся толпа искала убийц Цезаря, чтобы их растерзать, и пыталась поджечь их дома. Заговорщики, напуганные этими событиями, бежали в Анций.
Сенат, занимавший сторону республиканцев, постарался найти поджигателей и отправить их в тюрьму. Брут и Кассий вскоре вернулись в Рим, чтобы продолжать выполнять преторские обязанности. Известно, что, рассчитывая привлечь на свою сторону ветеранов Цезаря, эти двое разрешили им продавать полученные от государства земельные участки, но такая мера не помогла. Столичный плебс становился всё радикальнее в своих требованиях отомстить за Цезаря, росло влияние Антония, которому республиканцы не доверяли. Ради своей безопасности Брут и Кассий были вынуждены сформировать отряды личной охраны из жителей италийских муниципиев; но даже несмотря на это, с определённого момента они не могли показываться публично. Наконец, между 9 и 13 апреля Марк и Гай снова уехали из Рима. Сначала они жили в поместье Брута под Ланувием, потом находили на время приют в разных городах Лация, где было много сторонников Республики. Путеолы и Теанум Сидицинум выбрали их тогда своими патронами.
Весной 44 года до н. э. в некоторых провинциях Рима уже шла гражданская война. Известно, что Децим Юний Брут Альбин предлагал Марку отправиться в Испанию, чтобы примкнуть к Сексту Помпею Магну, или в Сирию, где против цезарианцев восстал Квинт Цецилий Басс. Был и другой вариант — набрать армию в Италии, где у республиканцев наверняка нашлось бы множество сторонников. Но Марк не хотел воевать: в случае продолжения борьбы ему была нужна по возможности бескровная победа над врагами, одержанная законными методами. Он всерьёз обдумывал возможность уйти в изгнание, чтобы тихо доживать свою жизнь на одном из островов Греции. В то же время Брут продолжал надеяться на мирное урегулирование, а потому поддерживал видимость дружбы в переписке с Марком Антонием.
Убийцы Цезаря рассчитывали вернуться в Рим до 1 июня, чтобы принять участие в назначенном на этот день заседании сената, но оказалось, что это невозможно: в столице собирались ветераны, связывавшие свои надежды на месть за Гая Юлия с его приёмным сыном, Октавианом. В отсутствие Брута сенаторы обсудили в том числе и его судьбу. Согласно планам Цезаря, Марк Юний как претор должен был управлять Македонией, а Кассий — Сирией; но теперь эти провинции получали консулы (Антоний и Долабелла соответственно), а Брут и Лонгин должны были позаботиться о снабжении Рима хлебом в качестве наместников Азии и Сицилии. Марк оказался в сложной ситуации. С одной стороны, новое назначение казалось ему слишком незначительным и несовместимым с его высоким достоинством (dignitas). С другой, неповиновение сенату противоречило убеждениям Брута; к тому же, приняв назначение, он мог покинуть Италию не как изгнанник. 8 июня в Антии произошла встреча Марка Юния, Гая Кассия, Цицерона, Сервилии, Порции и Юнии Терции, на которой решалось, что делать дальше. Участники встречи не выработали единый план; «ни одного разумного совета, ни одного здорового решения — никакого порядка», — констатировал Цицерон.
Марк Юний возлагал большие надежды на Аполлоновы игры, которые он организовал в качестве городского претора: это была возможность склонить на свою сторону столичный плебс, любивший роскошные зрелища. Игры шли с 6 по 13 июля. Публику они привели в восторг, но политических последствий это не имело — в том числе из-за вмешательства цезарианцев. По словам Аппиана, в кульминационный момент, когда зрители «стали требовать возвращения Брута и Кассия», толпа, подкупленная Октавианом, ворвалась в театр и начала задерживать представление, пока крики не стихли. После игр Брут и Кассий окончательно поняли, что столица контролируется вражеской «партией» и что их пребывание в Италии лишено смысла. 4 августа они направили из Неаполя письмо Марку Антонию, в котором заявили протест против оскорбительного и угрожающего тона в одном из его посланий. «Мы не призываем тебя ни к какой вражде, но всё-таки ценим свою свободу дороже, чем твою дружбу», — написали они, намекая на возможность полномасштабной гражданской войны и предупреждая Антония, что ему не стоит повторять ошибки Цезаря. Вскоре после этого Марк Юний и Гай Кассий разными путями отправились на Балканы. Порция, которая из-за плохого здоровья не смогла бы перенести морское путешествие, сопровождала мужа до Элеи, где простилась с ним, — как выяснилось позже, навсегда.

### Начало войны с цезарианцами
Из Элеи Марк Юний отправился (17 марта 44 года до н. э.) морем в Афины, где его с радостью встретили местные жители и многочисленные римские аристократы, улучшавшие в этом городе своё образование (в их числе были сыновья Цицерона, Катона, Лукулла). Афиняне поставили статую Брута рядом со статуями тираноубийц Гармодия и Аристогитона и почтили гостя особыми постановлениями Совета. Какое-то время было неясно, что Марк намерен делать дальше. Сенат ещё в июле изменил распределение провинций, отдав ему вместо Азии Крит, но Брут не собирался отплывать на этот остров; он жил в Афинах у одного из своих проксенов как частное лицо, проявляя открытый интерес только к интеллектуальным занятиям. В частности, по словам Плутарха, Марк «ходил слушать академика Феомнеста и перипатетика Кратиппа». При этом он продолжал следить за событиями на западе, о которых его информировали оставшиеся там друзья и мать.
В Италии усиливалась политическая борьба. На одном из сенатских заседаний (28 ноября 44 года до н. э.) Марк Антоний добился лишения Брута и Кассия прав на преторские провинции. Антоний сделал наместником Македонии своего брата Гая и заявил о претензиях на Цизальпийскую Галлию, которой управлял Децим Юний Брут Альбин; последний ответил, что не откажется от своих полномочий, причём нашёл поддержку у сената и Октавиана. Антоний двинул армию на север и осадил Децима в Мутине. Это означало окончательный разрыв между двумя политическими партиями. Узнав о случившемся, Брут, уверенный в правоте своего дела, тоже перешёл к силовым действиям.
Первым делом Брут позаботился о деньгах для предстоявшей ему войны. У Кариста он перехватил квестора Марка Апулея, который вёз в Рим 16 тысяч талантов (подать, собранную в провинции Азия), и убедил его отдать эти деньги. Позже Брут забрал 500 тысяч денариев у квестора Сирии Гая Антистия Вета, получил 400 тысяч сестерциев в дар от Тита Помпония Аттика, завладел большим складом оружия в Деметриаде в Фессалии, который приготовил Цезарь для парфянского похода. Наместник Македонии Квинт Гортензий Гортал (предположительно брат приёмной матери Брута) добровольно перешёл на его сторону. Под началом Марка Юния формировалась армия, в которую вошли один македонский легион, два сильных кавалерийских подразделения под началом Луция Корнелия Цинны и Гнея Домиция Агенобарба, многочисленные солдаты Помпея, рассеявшиеся по всей Греции после Фарсальской битвы.
С этим войском Брут двинулся в Иллирию. Три местных легиона, которыми командовал цезарианец Публий Ватиний, без боя открыли ворота Диррахия и перешли на сторону Брута, по-видимому, привлечённые обещанием денег; Гай Антоний, которого направили из Рима на Балканы как нового наместника Македонии, в январе 43 года до н. э. был вынужден отступить из Аполлонии на юг. Известия об этом быстро достигли Рима. Один из консулов, Гай Вибий Панса, предложил наделить Брута империем, придав таким образом легитимность его действиям. Сенатор Квинт Фуфий Кален выступил против, и тогда Цицерон произнёс против него десятую филиппику, в которой настаивал на необходимости сделать Брута проконсулом Македонии, Иллирика и Греции. Это предложение было принято. В дальнейшем Гортал продолжал править Македонией, подчиняясь при этом Марку Юнию, и отсюда исследователи делают вывод, что Брут не был простым провинциальным наместником: он обладал верховным империем, и ему должны были подчиняться остальные магистраты Балкан и Азии.
Преследуя Гая Антония, Марк Юний нанёс ему поражение в бою. Оставшиеся семь когорт цезарианцев перешли на сторону победителя, а Гай в марте 43 года до н. э. попал в плен; сначала Брут обходился с ним очень мягко, но позже приказал казнить из-за его интриг и попыток организовать заговор. Брут сформировал в Македонии ещё два легиона из местных жителей и в результате стал командиром сильной армии, включавшей шесть легионов. Его союзник Кассий тем временем установил контроль над Сирией. В мае был разбит и погиб цезарианец Долабелла, до того занявший Азию, так что республиканцы оказались хозяевами всего Востока. На этом этапе Бруту не раз предлагали союз с отдельными представителями враждебной «партии». Так, в феврале Марк Антоний пытался примириться с ним и Кассием, обещая консулат на 41 год до н. э. и наместничество в Македонии и Сирии на 40—39 годы, а взамен желая получить в качестве провинции Косматую Галлию; в начале лета Цицерон пытался в ряде писем убедить своего друга, что тот должен заключить союз с Октавианом против Антония. Однако Марк Юний отвергал все предложения такого рода. Цицерону он объяснял и напрямую, и через Аттика, что Октавиан стремится, подобно своему приёмному отцу, свергнуть Республику и что идти с ним на компромиссы нельзя даже ради того, чтобы спокойно жить в родном городе. «[Я] призна́ю для себя Римом всякое место, где только можно будет быть свободным», — написал он Марку Туллию в середине мая и в том же письме добавил: «[Я] испытаю и испробую всё, и не перестану отвращать наших граждан от рабства».
Видя усиление и непримиримость Брута и Кассия, цезарианцы объединились: Марк Антоний заключил союз с Марком Эмилием Лепидом (май 43 года до н. э.), а позже с Октавианом (этот союз получил название «второй триумвират»). Децим Брут погиб; сенат и лично Цицерон обратились за помощью к Марку Бруту и Кассию. Прежде, чем те смогли что-то сделать, цезарианцы  в августе 43 года до н. э. заняли Рим. Согласно принятому тогда же Педиеву закону, все убийцы Цезаря подлежали суду как преступники. Октавиан инициировал суд над Брутом, поручив роль обвинителя одному из своих приближённых, Луцию Корнифицию. «Подчиняясь угрозам и принуждению», судьи вынесли обвинительный приговор, причём, по словам Плутарха, симпатии народа были на стороне осуждённого.

Рассказывают, что когда глашатай, в согласии с обычаем, выкликал с ораторского возвышения имя Брута, вызывая его на суд, народ громко застонал, а лучшие граждане молча опустили головы, Публий же Силиций у всех на глазах разразился слезами, за что имя его, спустя немного, было внесено в список обрекаемых на смерть.
— Плутарх. Брут, 27.
Теперь Брут был фактически объявлен вне закона. В ноябре 43 года до н. э. его имя вместе с именем Кассия оказалось в первом из проскрипционных списков: любой мог его убить и получить за это денежную награду. В ходе репрессий погибли многие видные политики, в том числе Марк Туллий Цицерон. Республиканцы на Востоке отвечали на такие новости активизацией приготовлений к большой войне. Ещё летом Брут вёл успешные боевые действия против фракийцев — либо чтобы обезопасить коммуникации между Македонией и Азией, либо ради добычи (за это солдаты провозгласили его императором). Осенью он переправился с армией через Геллеспонт, чтобы заставить города и династов Малой Азии дать ему максимум денег и солдат. Кассий в это время готовился к походу в Египет, но Марк Юний в письме отговорил его от этой затеи. Друзья встретились в самом конце года в окрестностях Смирны, где договорились о совместных действиях. Согласно Аппиану, Брут предложил идти в Македонию, чтобы скорее дать решительный бой врагу, но Кассий убедил его сначала расправиться с родоссцами и ликийцами, которые поддерживали триумвиров. Брут двинулся в Ликию. Город Ксанф, сражавшийся до конца, был полностью уничтожен его армией; город Патара, жители которого опасались той участи, сдался, а следом за ним весной 42 года до н. э. капитулировали и другие ликийские общины. Марк Юний вернулся в Ионию, взыскав с побеждённых 150 талантов. В целом республиканцы собрали за счёт военных грабежей и обложения всей Малой Азии податью на десять лет вперёд огромные средства — около 50 тысяч талантов.

### Филиппы
Летом 42 года до н. э. Брут и Кассий объединили свои армии в Сардах (при этом каждый из них остался во главе своей части войска, и главнокомандующий не был назначен). Им предстояло сразиться с Антонием и Октавианом, готовившимися к высадке на Балканах. У республиканцев был сильный флот, которым командовали Луций Стаций Мурк и Гней Домиций Агенобарб, но они не смогли помешать переправе цезарианцев, а сухопутные войска не попытались встретить врага в Эпире — прежде, чем тот выйдет на стратегический простор. Это был серьёзный просчёт Брута и Кассия. Республиканская армия переправилась через Геллеспонт и только начала движение по Фракии, когда путь ей преградил сильный авангард цезарианцев — восемь легионов под командованием Луция Децидия Саксы и Гая Норбана Флакка, прошедшие форсированным маршем по Эгнациевой дороге и занявшие неприступное Сапейское ущелье. Благодаря помощи фракийского царя Раскупорида Брут и Кассий смогли обойти позиции цезарианцев по пути, считавшемуся до этого непроходимым; тем пришлось отступить к городу Филиппы. Вскоре к Филиппам подошло войско Антония, а десятью днями позже — войско Октавиана.
При Филиппах в октябре 42 года до н. э. произошли два сражения, решившие судьбу Римской державы. У каждой из сторон накануне этих битв было по 19 легионов, при этом легионы Брута и Кассия были не до конца укомплектованы, так что насчитывали всего 80 тысяч человек. Другим преимуществом цезарианцев было наличие опытных офицеров. У республиканцев же командные должности занимали главным образом молодые аристократы, не участвовавшие до этого в масштабных войнах. Брут и Кассий могли это компенсировать более сильной конницей (20 тысяч человек против вражеских 13) и многочисленными вспомогательными войсками, которые прислали их восточные союзники; к тому же цезарианцы испытывали серьёзные трудности со снабжением. Каждая из армий занимала по два лагеря на холмах на краях большой равнины. Лагерь Брута стоял напротив лагеря Октавиана, Кассию предстояло сражаться с Антонием. Чтобы укрепить боевой дух своих солдат, командующие-республиканцы раздали им большие суммы денег: рядовой легионер получил 1500 италийских драхм, центурион в пять раз больше, военный трибун — ещё большую сумму.
Учитывая своё подавляющее превосходство на море и проблемы врага с подвозом продовольствия, республиканцы хотели затянуть войну. Согласно Аппиану, Брут и Кассий были в этом единодушны, и сражение началось из-за хитрости Антония. По словам Плутарха, Брут «стремился как можно скорее завершить дело битвой и либо вернуть отечеству свободу, либо избавить всех людей от бедствий, причиняемых бесконечными поборами, походами и военными распоряжениями»; Кассию пришлось с ним согласиться под давлением своих подчинённых. Наконец, в историографии существует мнение, что солдаты республиканской армии стремились поскорее закончить войну, поскольку уже награбили богатую добычу. В любом случае первое сражение при Филиппах произошло 3 октября 42 года до н. э. Войска Брута напали на врага и одержали убедительную победу: лагерь Октавиана был взят, сам Октавиан едва не попал в плен, а его солдаты отступили, понеся тяжёлые потери. Однако в это самое время Антоний смог зайти во фланг Кассию и обратить в бегство его конницу. Кассий не знал, что происходит на другом участке сражения; завидев конный отряд, посланный ему на помощь Брутом, он решил, что это враги и что битва полностью проиграна. Поэтому он тут же покончил с собой.
Брут, оплакавший своего друга и зятя, стал теперь единственным командующим. Он вывел войска из лагеря Октавиана и перегруппировал свои силы, а солдатам Кассия раздал по две тысячи денариев, чтобы поднять их боевой дух и компенсировать утраченное имущество. По данным источников, республиканцы понесли в первой битве при Филиппах вдвое меньшие потери, чем цезарианцы (8 тысяч человек убитыми против 16), но гибель Кассия имела далеко идущие негативные последствия: это был единственный в армии опытный полководец. В одиночку Брут не мог удерживать под контролем огромную армию. Он хотел затянуть боевые действия, поскольку враг уже начинал голодать, но под давлением подчинённых через 20 дней после первой битвы согласился снова вывести армию в поле.
Фланг, которым командовал сам Марк Юний, как и в предыдущий раз, потеснил врага. Но на другом фланге солдаты, прежде подчинявшиеся Кассию, не выдержали натиска цезарианцев. Тем удалось прорвать вражескую линию и ударить Бруту в тыл. После ожесточённой схватки, в которой погибло множество молодых римских аристократов, республиканцы обратились в бегство. Марк Юний с четырьмя неполными легионами, в которых было 14 тысяч человек, отступил к горам. Его не преследовали — в том числе потому, что один из его друзей, Луцилий, сдался врагу, заявив, что он и есть Брут. Ночью Марк попытался выяснить, насколько серьёзно понесённое поражение, но его посланник погиб в пути; уцелевшие же легионы явно собирались перейти на сторону врага. Поэтому Брут решил покончить с собой. Он просил о последней услуге своего раба Клита, потом — щитоносца Дардана, своего друга Волумния. Все они отказались, и только философ Стратон согласился помочь Бруту уйти из жизни.

Брут попросил его стать рядом, упёр рукоять меча в землю и, придерживая оружие обеими руками, бросился на обнажённый клинок и испустил дух. Некоторые, правда, утверждают, будто Стратон сдался на неотступные просьбы Брута и, отвернувши лицо, подставил ему меч, а тот с такою силой упал грудью на острие, что оно вышло между лопаток, и Брут мгновенно скончался.
— Плутарх. Брут, 27.
Антоний в знак уважения приказал завернуть тело Брута для погребальной церемонии в свой самый дорогой пурпурный плащ (который в ходе этой церемонии был украден, но Антоний позже поймал и казнил вора). Прах отправили матери Марка Юния. Голову отправили в Рим по требованию Октавиана, как наглядное доказательство гибели дела заговорщиков, но корабль, который перевозил её, потерпел крушение.
Как античные авторы, так и современные исследователи не сомневаются в том, что поражение и гибель Брута означали конец Римской республики. С этого момента разные «партии» определяли в борьбе не политический строй, а только то, кто именно станет единоличным правителем.

## Монеты Брута
Марк Юний занимался чеканкой монеты дважды — в самом начале своей карьеры, в 54 году до н. э., и в 43—42 годах до н. э., во время наместничества на Балканах; в обоих случаях он использовал это для политической пропаганды. В 54 году он отчеканил три вида монет — два с изображением Луция Юния Брута и один с Сервилием Агалой. Учёные полагают, что это была политическая демонстрация, направленная против Гнея Помпея Великого. Влияние этого политика в те времена настолько усилилось, что могло угрожать республиканскому строю; напоминая о героях древности, которые были беспощадны к тиранам, Брут мог открыто угрожать Помпею.
Монеты второго периода чеканились для прославления побед в Ликии и борьбы Брута за свободу Рима. На них постоянно упоминается Libertas — главный политический идеал Марка Юния. Как и в 54 году до н. э., Брут чеканил на монетах изображения своих предков. В одном случае это Агала и Луций Брут вместе, в другом — Луций Брут в окружении ликторов. На монетах Марка встречаются также символы победы (изображение трофеев, богини Виктории), предметы жреческого обихода. Вслед за Цезарем Марк Юний поместил на монеты собственное изображение. Особенно интересными кажутся исследователям и коллекционерам монеты с легендой «Иды марта», изображением двух обнажённых кинжалов и фригийского колпака между ними, символизировавшего освобождение. По словам Диона Кассия, «их оформление, а также надпись показывали, что вместе с Кассием [Брут] принёс свободу своему отечеству».
«Очень возможно, что это одно из наиболее исключительных нумизматических приобретений, — говорится в комментарии аукциона Leu Numismatik. — Монета содержит портрет самого знаменитого из убийц и прославляет убийство Юлия Цезаря, одного из важнейших деятелей в западной истории… Коллекционеры и исследователи высоко ценили её со времён Возрождения, но она славилась и в античности».
Брут на некоторых монетах назван просто по имени, без должности; на некоторых он — «проконсул» (это монеты проквестора Македонии Луция Сестия), а на некоторых — «император» (это чеканка его легатов — Публия Корнелия Лентула Спинтера, Гая Флавия Гемицилла, Педания Косты, Луция Плетория Цестиана, Марка Сервилия и Гая Сервилия Каски).

## Семья
Марк Юний Брут был женат дважды. Первой его женой в 54 году до н. э. стала патрицианка Клавдия, дочь Аппия Клавдия Пульхра, которая по отцу была потомком Цецилиев Метеллов, а по матери — возможно, правнучкой Гнея Сервилия Цепиона и родственницей мужа. В 45 году до н. э. Брут дал ей развод и тут же женился на своей двоюродной сестре Порции — дочери Марка Порция Катона и Атилии. Порция была вдовой Марка Кальпурния Бибула и матерью двух детей — в том числе, возможно, Луция Кальпурния Бибула.
Известно, что Порция очень любила мужа. Согласно Плутарху, когда Брут стал участником заговора против Цезаря, она догадалась, что у её супруга появились какие-то заботы, о которых он не хочет ей рассказывать, и, чтобы доказать, что Марк может на неё положиться, нанесла себе серьёзную и болезненную рану ножом в бедро. Тогда Брут ей всё рассказал. В историографии есть мнение, что сама идея убийства диктатора возникла под влиянием Порции, которая одним своим присутствием напоминала мужу «о Катоне и строгом голосе долга». Позже Порция стоически перенесла расставание с мужем, и только случайно увиденная картина, изображавшая прощание Андромахи с Гектором, заставила её заплакать.
Неясно, пережила Порция мужа или нет. Из письма, отправленного Брутом Аттику в середине мая 43 года до н. э., следует, что адресата заботило здоровье Порции и что на это были какие-то причины («Что здоровье моей Порции тебя заботит, не удивляюсь»). Приблизительно 8 июня 43 года датируется письмо к Бруту Цицерона с соболезнованиями в связи с утратой того, «подобного чему не было на земле». При этом автор письма проводит аналогию со смертью своей дочери, так что здесь может иметься в виду смерть жены Марка. В современных научных работах можно встретить утверждения о том, что Порция покончила с собой или умерла от болезни при жизни мужа; причинами и в том, и в другом случае называют отчаяние из-за развития политической ситуации в Италии и поражений республиканцев. По другим данным, Порция пережила мужа: узнав о битве при Филиппах, она, лишённая оружия из-за предусмотрительности своих родных, схватила с жаровни горячие угли и проглотила их. Плутарх слышал о письме Брута к друзьям, где тот «обвиняет их и скорбит о Порции, которую они, по его словам, забыли и бросили, так что, захворав, она предпочла расстаться с жизнью», и попытался в биографии Брута примирить друг с другом обе версии: он предположил, что философ Николай, первым написавший о смерти Порции после сражения при Филиппах, верно изложил все обстоятельства, но запутался в хронологии. Таким образом, самоубийство Порции могло произойти в середине 43 года до н. э..
Детей у Марка Юния не было ни от одного из двух браков. Известно, что он проявлял заботу о своих племянниках — сыновьях Юнии Секунды Марке и Квинте Эмилиях Лепидах.

## Интеллектуальные занятия
Марк Юний был одним из самых образованных римлян своего времени. В течение всей жизни он не прекращал интенсивные занятия, просиживая над книгами целые ночи — в том числе и во время самых драматичных событий своей жизни. Известно, что в день битвы при Фарсале Брут занимался сокращением «Всеобщей истории» Полибия, что во время той же кампании (48 год до н. э.) он написал текст речи по случаю смерти тестя, а накануне битвы при Филиппах посвящал чтению время до третьей стражи. Он очень основательно изучил греческую философию, ставшую основой его мировоззрения: по словам Плутарха, «среди греческих философов не было, вообще говоря, ни одного, совершенно Бруту незнакомого, или же чуждого». Вслед за дядей Марк стремился действовать в соответствии с основными философскими принципами. Плутарх называет его поклонником платоновской Академии, Луций Анней Сенека и Луций Анней Флор — стоиком; при этом, по мнению Сенеки, он неправильно понимал стоическое учение. Цицерон писал, что Марк Юний был в общении груб и резок, и это могло быть связано с увлечением Брута стоицизмом.
Брут был не только эрудитом, но и писателем, которого очень высоко оценивали античные авторы. В молодости он писал стихи. Плиний Младший упоминает его в числе поэтов-дилетантов наряду с Луцием Корнелием Суллой, Цицероном, Квинтом Гортензием Горталом, Гаем Меммием и другими политиками; Тацит саркастично констатирует, что Брут и Цезарь как авторы стихов были «не лучше Цицерона, но оказались удачливее его, ибо о том, что они их сочиняли, знает меньше народу». Марк Юний составлял эпитомы исторических трудов (в частности, «Всеобщей истории» Полибия, «Анналов» Гая Фанния и Целия Антипатра), его перу принадлежит ряд философских трактатов, от которых сохранились только названия — «О добродетели» («О доблести»), «Об обязанностях», «О терпении», — и которые ценились древними очень высоко. В память о дяде он написал трактат «Катон», в котором приписал заглавному герою главные заслуги в разгроме Катилины. Известно, что Цицерон остался этим крайне недоволен. Он написал Аттику: «[Брут] думает, что воздал мне великую хвалу, назвав лучшим консулом. Даже враг не написал бы суше!» Гай Веллей Патеркул считал Брута одним из наиболее выдающихся литераторов Рима.
Наибольших успехов и прижизненной славы Брут добился в ораторском искусстве. Цицерон упоминает его «удивительное дарование, глубокие знания и редкостное трудолюбие», обеспечившие успех в «самых серьёзных процессах». Известно, что речи часто писались Марком только ради упражнения, без намерения их произнести. Так, в 52 году до н. э. он написал речь в защиту Тита Анния Милона, получившую высокие оценки от услышавших её друзей автора. Другие известные его произведения — хвалебная речь (laudatio) в адрес умершего тестя, Аппия Клавдия Пульхра, произнесённая в 48 году до н. э. в Греции, речь, произнесённая в народном собрании после убийства Цезаря, «речи к народу» (contiones — по-видимому, распространявшиеся в письменном виде памфлеты), которые, по словам Тацита, содержали «неосновательные, но проникнутые большим ожесточением упрёки Августу». Наиболее знаменитой стала речь в защиту Дейотара, произнесённая в вифинской Никее в 47 году до н. э. По словам Цицерона, Брут тогда говорил «красиво и обстоятельно»; выслушав его, Цезарь сказал: «Я не знаю, чего желает этот юноша, но чего бы он ни желал, желание его неукротимо». В то же время Тацит в «Диалоге об ораторах» критикует ораторскую манеру Брута за «медлительность и вялость» и заявляет, что речь «В защиту Дейотара» уже никто не читает. «Уступим, право же, Брута его возлюбленной философии, — предлагает Тацит, — ведь речи менее всего доставили ему славу, и это признают даже его поклонники»
В том, что касается литературного стиля, Брут был последователем аттической школы с её простотой и ясностью, противостоявшей азианистской школе. Плутарх говорит о «лаконской краткости и сжатости» и, чтобы продемонстрировать это, цитирует несколько писем Марка времён гражданской войны. Например, жителям Пергама тот написал следующее: «Дошло до меня, что вы дали деньги Долабелле. Если дали по доброй воле, это очевидное преступление, а если вопреки своему желанию — докажите это, давши добровольно мне». Известно, что Брут критиковал ораторскую манеру Цицерона «за бессилие и отсутствие мужественности», а тот в ответ считал его «бессодержательным и разбросанным». Несмотря на эту взаимную критику, Цицерон именно Марку посвятил свой трактат «Брут, или О знаменитых ораторах», написанный в 46 году до н. э., а тот, готовясь издать свою речь, произнесённую перед народом после убийства Цезаря, прислал Цицерону текст и попросил «беспристрастно его исправить». Цицерон не смог это сделать: в письме Аттику он констатировал, что речь написана «очень изящно», но оратор мог бы говорить «с бо́льшим жаром».
Стихи, речи и трактаты Марка Юния полностью утрачены, но его переписка с Цицероном сохранилась полностью и составляет две книги; в составе этих книг — девять писем Брута, которые написаны весной и летом 43 года до н. э. Начиная с XVIII века подлинность этой переписки оспаривалась некоторыми учёными: звучало мнение, что эти письма были созданы во времена Империи как риторические упражнения неизвестных авторов. Однако к середине XX века большинство исследователей было уверено, что переписка подлинная.

## Память о Бруте
Личность и деятельность Марка Юния Брута стали предметом пристального интереса для множества писателей, учёных и деятелей искусства. Брут известен в первую очередь как убийца Цезаря, питавшего к нему отцовскую любовь, и содеянное им оценивалось в разные эпохи и разными людьми совершенно по-разному. В зависимости от политических пристрастий и личных симпатий оценивающего речь могла идти о высокой жертве во имя свободы или о гнусном предательстве.

### Античность
Самые ранние из сохранившихся текстов, в которых фигурирует Брут, — это произведения Цицерона, его друга, отзывавшегося о нём с симпатией и одобрением. В письмах Цицерон упоминает «исключительнейшую и невероятную доблесть», «необычайный ум, приятный нрав, честность и постоянство» Брута. В политике эти двое были единомышленниками и принадлежали к «партии» оптиматов. В 46—45 годах до н. э. Цицерон фактически подстрекал Марка Юния к убийству Цезаря, а позже горячо одобрял это убийство; при этом он сожалел о том, что из-за возражений Брута не был убит ещё и Антоний. Марк Туллий высоко оценивал верность Брута республиканским идеалам. В своих филиппиках (речах, произнесённых в 44—43 годах до н. э. против Антония) он выступил в роли защитника Брута. Своему другу Цицерон посвятил ряд трактатов, в которых его устами высказал собственные взгляды на ряд проблем: «Парадоксы стоиков», «Брут, или О знаменитых ораторах» (46 год до н. э.), «Тускуланские беседы», «О пределах добра и зла» (45 год до н. э.), «О природе богов» (44 год до н. э.).
Первые биографы Марка Юния появились вскоре после его смерти. Так, его друг Эмпил написал книгу «Брут» об убийстве Цезаря; Плутарх говорит, что это было «небольшое по размерам, но отличное сочинение». Сын Порции от первого брака Бибул (возможно, Луций, наместник Сирии) написал воспоминания о своём отчиме. Марк Юний занимает важное место в сочинении своего младшего современника Николая Дамасского «О жизни Цезаря Августа и его воспитании», где отмечается, что сограждане уважали Брута за его честность, скромность и славу предков. В эпоху Юлиев-Клавдиев, считавших себя наследниками Цезаря, Марк Юний сохранял свою популярность в сенаторской среде, где существовала скрытая оппозиция императорской власти. О нём помнили, но не всегда могли говорить. Так, когда в 22 году н. э. умерла Юния Терция, сестра Брута и вдова Кассия, в погребальной процессии несли портреты множества знаменитых римлян, но, по словам Тацита, «ярче всех блистали Кассий и Брут — именно потому, что их изображений не было видно».
В римской историографии сохранялась «республиканская» традиция, критически относившаяся к Цезарю и положительно — к его убийцам. Основателем этой традиции был, по-видимому, Гай Азиний Поллион, в произведениях которого хранилась добрая память о Бруте и Кассии; Тит Ливий в утраченной части своей «Истории Рима от основания города» часто называл этих двоих «выдающимися мужами». Политическая цензура постепенно усиливалась, и, в частности, в 25 году н. э. историк Кремуций Корд был привлечён к суду за то, что «в выпущенных им в свет анналах он похвалил Брута и назвал Кассия последним римлянином». Тацит называет это обвинение «дотоле неслыханным». Корд в своё оправдание констатировал, что «многие писали о деяниях [Брута и Кассия], и нет никого, кто бы, упоминая о них, не воздал им уважения». Тем не менее Корду пришлось покончить с собой, а его анналы были сожжены (впрочем, текст сохранился и позже был издан). В письмах Плиния Младшего упоминается префект пожарных при Траяне Титиний Капитон, который «благоговейно хранил» у себя дома изображения Брута, Кассия и Катона и «превозносил жизнь каждого в отличных стихах». В глазах оппозиционной аристократии Марк Юний оставался защитником свободы и обладателем специфической римской доблести — virtus.
Гай Веллей Патеркул, живший при Тиберии, сформулировал компромиссную оценку: по его мнению, Брут был «безупречен духом до того дня, когда единственный опрометчивый поступок лишил его всех доблестей». К этому историк добавляет сравнение Брута с Кассием, говоря, что первый был лучше как человек, а второй — как военачальник. Светоний, современник первых Антонинов, в своей «Жизни двенадцати цезарей» скорее оправдывает убийц Цезаря, описывая диктатора как ненасытного властолюбца; при этом, по словам антиковеда Робера Этьена, собственно заговор Светоний описывает «с бесстрастностью нотариуса». Эпитоматор Ливия Луций Анней Флор целиком на стороне Гая Юлия. Наконец, живший в начале III века Дион Кассий осуждает и Цезаря, явно стремившегося к неограниченной власти, и его убийц, которые развязали гражданскую войну, причём были движимы в том числе и низменными страстями — завистью и ненавистью.
Важнейшими источниками, рассказывающими о Бруте, являются произведения двух греков — Аппиана и Плутарха. Аппиан дал подробное описание гражданских войн с очень противоречивыми трактовками. Единовластие для него — позитивное явление, логичная альтернатива изнурительной борьбе между разными политическими группировками, и с этой точки зрения он осуждает убийство Цезаря. Однако последний, придя к власти законным путём, стал потом тираном, совершил ряд «тяжких и неподобающих поступков». Соответственно содеянное заговорщиками заслуживает одобрения с политической точки зрения, но должно быть осуждено по иным соображениям: Брут, Касий и прочие убили своего друга и благодетеля. В их образах для Аппиана воплощается сама идея свободы, но их гибель — законное и неизбежное возмездие. Брута Аппиан называет «мужем, выделявшимся среди всех римлян благородством, славой и неоспоримой доблестью».
Плутарх написал биографию Брута в паре с биографией Диона — ещё одного последователя Платона и непримиримого врага тирании. Этот автор изобразил в положительном ключе и Брута, и Цезаря. Брут для него — человек с огромной тягой к справедливости, преданный общему благу, которого можно простить даже за убийство благодетеля: «Лично ни в чём Цезаря не виня, он подвергал себя смертельной опасности ради общей свободы». Впрочем, в другом месте Плутарх всё-таки упрекает своего героя за содеянное и подчёркивает, что Брута Цезарь особенно любил и ценил (возможно, это преувеличение ради большей драматизации). Именно у Плутарха возникает в законченном виде канонический вариант биографии Марка Юния, полный эпизодов легендарных или приукрашенных с помощью литературных средств: это гипотетическое отцовство Цезаря, письма под статуей Луция Брута, решение не убивать Антония, картина гибели диктатора, когда жертва прекращает сопротивление, увидев кинжал у Марка в руках, явление призрака убитого ночью перед битвой при Филиппах, самоубийство в кругу друзей.

#### Изобразительное искусство
Сохранились отчеканенные в Греции в 42 году до н. э. денарии с портретом Брута. Как его изображение идентифицируется бюст, созданный примерно в 30—15 годах до н. э. и хранящийся сейчас в Неаполе. В собрании маркиза Кампаны оказалась статуя Марка Юния, описанная Гастоном Буассье:

Сделавший её художник не старался идеализировать свой образец и, по-видимому, стремился только к обыкновенной реальности, но в ней легко узнать Брута. По этому низкому лбу, по этим тяжело обрисовывающимся лицевым костям угадывается узкий ум и упрямая душа. Лицо имеет лихорадочный и болезненный вид; оно в одно и то же время и молодо, и старо, как это бывает у людей, не имевших молодости. Всего больше на нём заметна страшная грусть, как у человека, подавленного великой и роковой судьбою
— Буассье Г. Цицерон и его друзья. М., 1880. С. 170
В Медиолане во время галльского наместничества Брута была поставлена его бронзовая статуя — по словам Плутарха, «прекрасной работы и точно передающая сходство». Известно, что она осталась на месте и при Октавиане.

### Средние века и раннее Новое время

#### Изобразительное искусство
Средневековые художники (в основном книжные миниатюристы) изображали Брута исключительно как отрицательного персонажа, как архетип предателя и заговорщика. В XIV веке эти мотивы ещё более усилились под влиянием «Божественной комедии» Данте. Брута в пасти Люцифера изображали братья Андреа и Нардо Орканья на своих фресках в церквях Пизы и Флоренции (XIV век), Сандро Боттичелли в иллюстрациях к комментированному изданию Данте (1481 год). Переосмысление образа Марка Юния началось в XVI веке, когда Микеланджело создал его бюст из мрамора. Заказчиком был Донадо Джаннотти — республиканец, вынужденный бежать из Флоренции после захвата власти Медичи и написавший памфлет, в котором Брут предстаёт как борец за свободу; Микеланджело, работавший в том же ключе, создал героизированное изображение человека доблестного, благородного, уверенного в своей правоте и презирающего смерть. Позже Питер Пауль Рубенс создал рисунок «Голова Брута» (1638 год).

### XVIII—XIX века